# Culex bernardi
Culex bernardi är en tvåvingeart som först beskrevs av Borel 1926.  Culex bernardi ingår i släktet Culex och familjen stickmyggor. Inga underarter finns listade i Catalogue of Life.